# Mały człowiek
Mały człowiek (ros. маленький человек) – bohater literacki rozpowszechniany w literaturze rosyjskiej od lat 40. XIX wieku.

## Definicja
Jest nim nieszczęsny, biedny, bojaźliwy urzędnik, wychowany w atmosferze ślepego podporządkowania zwierzchności, pokornie wypełniający służbowe obowiązki, na którego na każdym kroku czyha katastrofa. W samotnej, nierównej walce z okrutną rzeczywistością bohater wariuje lub ginie.
Mali ludzie, postacie pełne tragizmu i współczucia ich autorów, pojawiają się wśród bohaterów A. Puszkina (Samson Wyrin z Pocztmistrza – 1830), M. Gogola (Baszmaczkin z Płaszcza – 1842), F. Dostojewskiego (Diewuszkin z Biednych ludzi – 1845), a także w utworach tzw. szkoły naturalnej, W. Dala, J. Griebienki, W. Sołłoguba, I. Turgieniewa, J. Butkowa, A. Pisiemskiego. Samotność małego człowieka, jego strach przed wrogą mu rzeczywistością, rozdwojenie a także obraz Petersburga – przytłaczającego miasta-giganta, obcego dla wszystkich pokrzywdzonych – to jeden z tematów twórczości tych pisarzy.
Mały człowiek obecny jest także w utworach pisarzy końca XIX i początku XX w. (A. Czechow, M. Gorki, L. Andriejew, F. Sołogub, A. Awierczenko, K. Trieniow, I. Szmielow, S. Juszkiewicz). Siłę tragizmu małych ludzi, bohaterów cuchnących, ciemnych kątów (A. Grigorjew), trafnie określił P. Wajl: Mały człowiek z wielkiej literatury rosyjskiej jest tak mały, że dalszemu zmniejszeniu nie podlega. Zmiany mogły zachodzić jedynie w kierunku jego powiększenia. Tym właśnie zajęli się zachodni zwolennicy naszej klasycznej tradycji. Z naszego Małego człowieka wyszli rozrośnięci do globalnych rozmiarów […] bohaterowie Kafki, Becketta, Camusa […] Kultura radziecka zrzuciła szynel Baszmaczkina – na ramiona żywego Małego Człowieka, który oczywiście nigdzie się nie podział, po prostu zszedł z ideologicznej powierzchni, zmarł w literaturze.
Mały człowiek nie mieszcząc się w kanonach socrealizmu, przeniósł się do literackiego podziemia i zaistniał w obyczajowej satyrze M. Zoszczenki, M. Bułhakowa, W. Wojnowicza, J. Popowa, W. Pjecucha, M. Wellera.
Z różnorodnej literackiej galerii małych ludzi wyróżniają się bohaterowie, którzy pragną zdobyć szacunek ogółu poprzez zmianę materialnego statusu lub wyglądu zewnętrznego (Łuka Prochorowicz – 1838 J. Griebienki, Płaszcz – 1842 M. Gogola); ogarnięci strachem przed życiem (Człowiek w futerale A. Czechowa – 1898, Nasz człowiek w futerale – 1989 W. Pjecucha); których do utraty rozsądku doprowadza chorobliwe pragnienie wywyższenia się, zdobycia bogactwa lub absurdalna biurokratyczna rzeczywistość (Zapiski wariata – 1834 Gogola, Diaboliada – 1924 M. Bułhakowa); których strach przed zwierzchnictwem doprowadza do szaleństwa lub śmierci (Słabe serce – 1848 F. Dostojewskiego, Śmierć urzędnika – 1883 A. Czechowa); którzy w obawie przed narażeniem się na krytykę zmieniają swoje zachowanie i myśli (Kameleon – 1884 A. Czechowa, Wesołe ostrygi – 1910 A. Awierczenki); którzy mogą osiągnąć szczęście tylko w miłości do kobiety (Biedni ludzie – 1845 F. Dostojewskiego, Góry – 1989 J. Popowa); którzy chcą zmienić swe życie poprzez zastosowanie magicznych środków (Pewne lekarstwo – 1840 J. Griebienki, Maleńki człowiek – 1905 F. Sołoguba).
Dla A. Zinowjewa bezpośrednim następcą małego człowieka w XX wieku stał się homo sovieticus.